# Полдневица (приток Шортюга)
Полдневица — река в России, протекает в Поназыревском районе Костромской области. Устье реки находится в 18 км по правому берегу реки Шортюг. Длина реки составляет 15 км, площадь водосборного бассейна 53,7 км².
Исток реки находится в лесах в 5 км к югу от посёлка Полдневица близ границы с Кировской областью. Река течёт на северо-восток, в среднем течении протекает по западной окраине посёлка Полдневица. Впадает в Шортюг выше посёлка Новый.

## Данные водного реестра
По данным государственного водного реестра России относится к Верхневолжскому бассейновому округу, водохозяйственный участок реки — Ветлуга от истока до города Ветлуга, речной подбассейн реки — Волга от впадения Оки до Куйбышевского водохранилища (без бассейна Суры). Речной бассейн реки — (Верхняя) Волга до Куйбышевского водохранилища (без бассейна Оки).
По данным геоинформационной системы водохозяйственного районирования территории РФ, подготовленной Федеральным агентством водных ресурсов:
- Код водного объекта в государственном водном реестре — 08010400112110000040915
- Код по гидрологической изученности (ГИ) — 110004091
- Код бассейна — 08.01.04.001
- Номер тома по ГИ — 10
- Выпуск по ГИ — 0